# Стюарт, Кристл
Кристл Данэй Стюарт (англ. Crystle Danae Stewar; род. 20 сентября 1981 года) — американская актриса и участница конкурсов красоты. В 2008 году она завоевала титул «Мисс США» и в том же году приняла участие в конкурсе «Мисс Вселенная», на котором заняла восьмое место.

## Биография
Кристл Стюарт училась в «Elkins High School», штат Миссури, и Хьюстонском университете, который она закончила в 2007 году.
Кристл Стюарт пять раз участвовала в конкурсе «Мисс Техас», пока не победила в 2008 году. Первый раз она приняла участие в этом конкурсе в 2002 году. В 2003 году Кристл попала в полуфинал, стала третьей в 2005 году и наконец стала первой вице-мисс в 2006 и 2007 годах. В 2006 году Кристл была второй на конкурсе «Мисс Хьюстон», победила в котором Маген Эллис. Кристл повторно участвовала в 2007 году и заняла также второе место.
На конкурсе «Мисс Техас» в 2008 году Кристл представляла округ Форт-Бенд. В конкурсе участвовала также «Мисс Хьюстон» Брук Дэниелс, которая заняла второе место. Кристл Стюарт выиграла конкурс «Мисс Техас 2008», который прошёл в Ларедо, Техас 1 июля 2007 года, где она боролась за титул с 121 другими участницами. Кроме того, она выиграла все номинации, кроме конкурса в купальниках. Стюарт стала второй негритянкой, которая выиграла титул «Мисс Техас», после Челси Смит, которая также стала «Мисс Техас» в 1995 году, а затем победила на конкурсах «Мисс США» и «Мисс Вселенная».
11 апреля 2008 года Стюарт выиграла конкурс «Мисс США 2008», где она стала девятой женщиной из Техаса, которая выиграла этот титул. На протяжении своего года в качестве Мисс США она работала в различных благотворительных организациях, провела интервью для СМИ и сделала другие публичные выступления. 26 апреля Кристл приняла участие в ужине для Ассоциации корреспондентов Белого дома.
Стюарт имеет ученую степень в области науки потребления и мерчандайзинга, которую получила в Хьюстонском университете. Стюарт работала моделью в агентстве Neal Hamil в Хьюстоне.
Кристл представляла США на конкурсе «Мисс Вселенная 2008», проходившем 13 июля 2008 года в городе Нячанг, Вьетнам. Кристл стала «Мисс США», которая второй раз подряд вошла в ТОП-10 на конкурсе «Мисс Вселенная», после своей предшественницы Рэйчел Смит в 2007 году. Во время конкурса в вечерних платьях она споткнулась и упала. Однако она не растерялась и, хлопая руками, заставила аудиторию аплодировать. В результате Кристл Стюарт смогла занять на конкурсе восьмое место.
Стюарт принимала участие на конкурсе «Юная Мисс США 2009», который прошёл 31 июля 2009 года. На конкурсе она была судьёй вместе с Сетом Голдманом.